# Canottieri Mincio

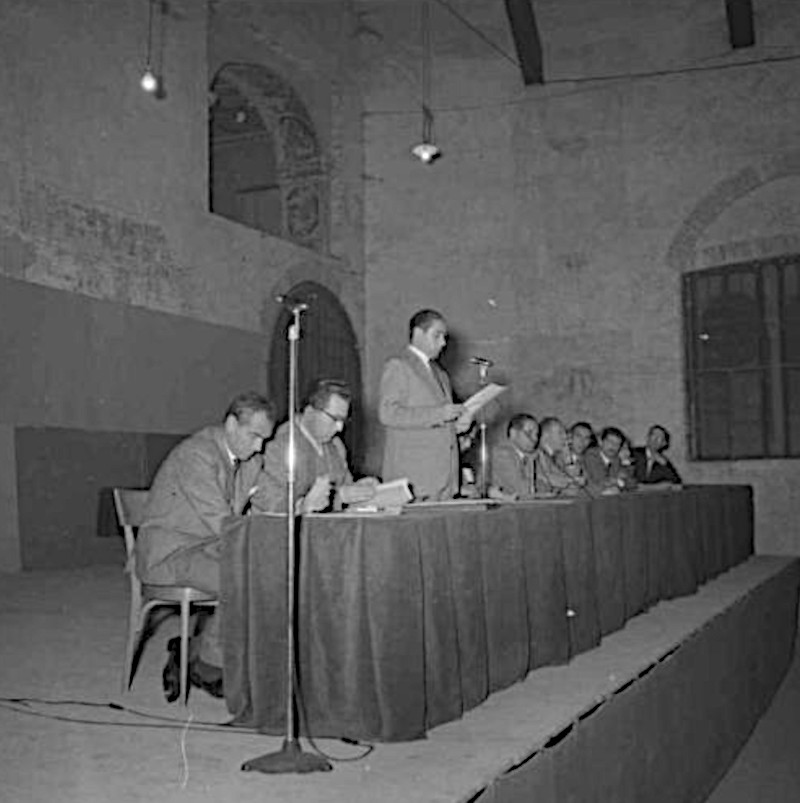
Assemblea della Società Canottieri Mincio del 30 aprile 1957

La società Canottieri Mincio è una società polisportiva fondata nel 1883 a Mantova. Le sue origini sono legate allo sport ed in particolare quelli acquatici: nuoto, tuffi, vela, canottaggio e canoa sono le discipline che distinguono la Canottieri Mincio e che esportano il nome della società in Italia e nel Mondo.

## Storia
(Dallo Statuto società Canottieri, 1883)

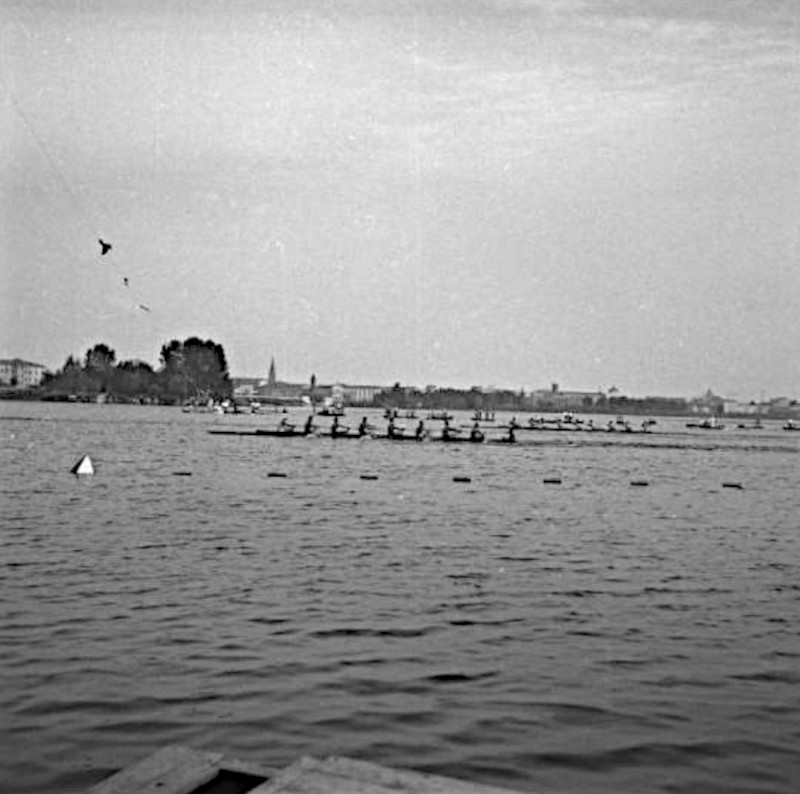
Campionati italiani assoluti di canottaggio 1957

Il 30 maggio 1883 si costituì a Mantova la Società Canottieri del Mincio formata da soci senza distinzioni di sesso i quali erano distinti in Ordinari, Straordinari ed Allievi; inoltre, uno statuto ufficiale (che comprendeva 39 articoli) ed un Regolamento (che ne prevedeva 21) stabilivano una serie di regole e di obblighi come quello di indossare "Una divisa sociale, calzoni bianchi, maglia di lana collo stemma di Mantova e la scritta DELECTANDO IUVAT, sacchetto di panno e berretto blu".
Il più antico documento riguardante i canottieri mantovani appare su Il Mendico, un giornale popolare a totale beneficio del Ricovero di Mendicità nato a Mantova, 1º gennaio 1881 - 1º aprile 1891.
Eccone una parte: "Due parole sulla società Canottieri del Mincio; ormai tutta Mantova conosce che è sorta da alcuni mesi una società di canottieri che è nata col nobile scopo di utilizzare i bei laghi che circondano la città e che tante altre le invidierebbero, di animarli con frequenti ed eleganti battelli, di offrire un sano e ginnastico passatempo alla gioventù [..]"
Nel 1888 la Società aderì alla nuova Federazione Italiana Canottaggio (Rowing Club Italiano, fondata a Torino nel 1888) e il 29 giugno dello stesso anno conseguì la sua prima vittoria nella Regata di resistenza per lancia a 6 vogatori con l'equipaggio: Guazzini Mentore, Collini Gino, Agoggeri Fausto, Sacerdoti Antigio, De Marchi Francesco, Falzone Clelio e timoniere Pacchiarina Giuseppe. L'attività agonistica, aperta anche ai soci atleti proseguì intensa fino allo scoppio della prima guerra mondiale e nel 1912 cambia la sua denominazione in Società Canottieri Mincio, adeguandosi alle direttive federali.
Nel 1928 Gabriele D'Annunzio venne in visita e coniò quello che divenne il motto della società, inserito nello statuto del 1935: "Perseverando arrivi".
Dopo la seconda guerra mondiale, la sede sociale viene trasferita a Cittadella.
Fine ultimo della Società era ed è quello di “addestrare i Soci nel maneggio del remo e di procurar loro utili divertimenti sui laghi adiacenti alla Città e anche sul Mincio”.
Nuoto, tuffi, vela, canottaggio e canoa e tennis sono le discipline che distinguono la Canottieri Mincio, e che esportano il nome della società virgiliana in Italia e nel Mondo. Da sempre infatti la Mincio è fucina di campioni e di grandi protagonisti di remo, pagaia e di tutti gli sport acquatici. 
Dal compianto Azelio Mondini, classe 1923, vogatore dal 1937 e dagli anni ‘50 assoluto e mai dimenticato Maestro del Canottaggio Mantovano, fino al suo discepolo Marco Penna, che per 4 volte ha partecipato alle Olimpiadi, passando per i canoisti Renato Ongari e Alberta Zanardi, protagonisti dell'Olimpiade 1960 a Roma, la storia della Canottieri Mincio è fatta da uomini e donne capaci di sacrificio e di passione.
Tanti sono anche i successi mondiali nella vela, da Vittoria Masotto e Francesca Pavesi fino al sei volte Campione del Mondo -classe Contender - Andrea Bonezzi, e alla giovane speranza azzurra Giacomo Bottoli che ha disputato i Giochi del Mediterraneo a Pescara.
La storia di successi della Canottieri non si limita al canottaggio e alla vela. La Scuola Mantovana di Tuffi, ha dato i natali a buoni atleti come Francesco Priori, che dal 1986 al 1996 ha vinto tutti i titoli italiani, dalla categoria esordienti alla juniores, o Massimo Nibioli che oggi è l'istruttore della squadra di tuffi della Canottieri.
Dopo la Stella d'Argento al merito sportivo nel 1967, il CONI assegna nel 1975 alla Canottieri Mincio la sua massima onorificenza, la Stella d’Oro al merito sportivo: un riconoscimento indiscusso ad una Società che negli anni ha vestito di azzurro 34 atleti.
Altro riconoscimento a livello nazionale per la Canottieri Mincio, nel settembre 2010, fu la possibilità di ospitare la 114ª edizione dei campionati italiani delle categorie Junior, Pesi Leggeri e Assoluti.
Nel 2015 il CONI assegna alla Canottieri Mincio il Collare d'oro al merito sportivo.

## Atleti

### Canottaggio
Marco Penna
Marco Penna è nato a Mantova nel 1972. La sua storia è stata anche quella del canottaggio:
Ai Giochi olimpici 4° 2-Senior M ('96) 4° 8+Senior M (2000);
Ai Campionati Mondiali: 7° 2-Senior M ('94), 4° 2-Senior M ('95), 5° 4-Senior M ('97), 5° 8+Senior M ('98), 6° 8+Senior M ('99).
Ha partecipato ai giochi di Atlanta nel 1996.